# Radu Homescu
Radu Homescu (n. 16 ianuarie 1941, Arad, România) este un profesor universitar și diplomat român. A fost și senator român în legislatura 1990-1992 ales pe listele partidului FSN de la data de 18 iunie 1990 până la data de 13 februarie 1992, când a demisionat și a fost înlocuit de senatorul Spiridon Groza. În cadrul activității sale parlamentare, Radu Homescu a fost membru în grupurile parlamentare de prietenie cu Japonia, Republica Italiană, Republica Portugheză, Republica Federală Germania și Statul Israel. Radu Homescu a fost ambasador al României în Israel și în Filipine.